# Cytron Masters
Cytron Masters est un jeu vidéo de type wargame développé par Dan Bunten et publié par Strategic Simulations en 1982 sur Apple II puis Atari 8-bit. 
Cytron Masters se déroule dans un univers de science-fiction. Dans celui-ci, une commission intergalactique règles les conflits en organisant des combats de robots, les cytrons, entre les partis concernés afin d’éviter tous conflits pouvant impliquer des humains. Ces combats prennent place dans des arènes et attirent de nombreux spectateurs.

## Principes du jeu
Deux joueurs s'affrontent en temps réel dans une arène par l'intermédiaire d'une armée de machines, les cytrons. Au début d'une partie, chaque joueur dispose d'un centre de commandement, de quatre générateurs et d'autant de cytrons qu'il peut en acheter avec la puissance initiale qui lui est allouée. Au cours de la partie, les générateurs génèrent de la puissance qui peut être stockée ou utilisée immédiatement pour fabriquer de nouveaux cytrons. 
En plus de pouvoir fabriquer de nouveau cytrons, le joueur peut leur ordonner de se déplacer mais il ne peut pas définir leur cible. Les générateurs peuvent être capturés. Le principal objectif est de placer une mine dans le centre de commandement adverse pour le détruire et ainsi remporter la partie. Six types de cytrons sont disponibles dans le jeu, chacun avec des avantages et des inconvénients spécifiques. Les tireurs peuvent tiré des lasers mais sont peu résistant. Les bunkers peuvent au contraire encaisser beaucoup de dégâts avant d'être détruits, mais il ne possèdent pas d'armement offensifs. Les mines sont plus puissantes que les tireurs, mais elles doivent entrer en contact de leur ennemi pour exploser et elles ne peuvent être utilisés qu'une seule fois. Les commandants permettent de contrôler un groupe de cytrons (les ordres ne pouvant normalement être donnés qu'individuellement) mais n'ont pas d'autres fonctions. Les missiles peuvent toucher plusieurs cytrons d'un coup mais ils coûtent très cher. Enfin, les anti-missiles ont pour unique fonction de détruire les missiles adverses. 
Tous les cytrons se déplacent à la même vitesse (sauf les missiles et les anti-missiles qui sont gérés de manière différents).

## Système de jeu
Cytron Masters est un wargame en temps réel dans lequel deux joueurs s’affrontent avec pour objectif de détruire le centre de commandement de leur adversaire en construisant des robots, les cytrons, qui peuvent réaliser différentes actions. Il se distingue de la plupart des wargames de l’époque, qui se déroule au tour par tour, en permettant aux joueurs de jouer simultanément et en continu. A ce titre, il est généralement considéré comme un précurseur des jeux de stratégie en temps réel,. Le jeu se déroule dans une arène rectangulaire de 18 unités (qui correspond à la taille d’un cytron) de haut et de 38 unités de large. Au début d'une partie, chaque joueur dispose d'un centre de commandement, positionnés respectivement à droite et à gauche de l’arène. Ils disposent également de quatre générateurs qui génèrent de l’énergie, qui peut ensuite être utilisé pour fabriquer des cytrons. Les joueurs ne contrôlent pas directement leurs cytrons mais peuvent leur donner des instructions par l'intermédiaire de quatre commandes,. La première permet de fabriquer de nouveaux cytrons grâce à l’énergie produite par les générateurs. La seconde permet d’ordonner à un seul cytron de se déplacer. La troisième permet d’envoyer un ordre à un commandant qui le relaye ensuite aux cytrons qui l’entourent. Enfin, la quatrième permet au joueur de définir l’emplacement ou apparaissent les cytrons qu’il fabrique.
Six types de cytrons sont disponibles dans le jeu, chacun avec des avantages et des inconvénients spécifiques. Les mines sont des bombes lourdement blindés qui explose au contact des cytrons ennemis. Ce sont également les seules unités capables de détruire un centre de commandement. Les bunkers sont des boucliers, qui peuvent protéger d’autres Cytrons en absorbant les tirs des adversaires mais ils ne possèdent pas d’armes offensives. Les tireurs sont des robots d’attaque armée d’un canon laser mais qui ne sont pas très résistant. Les commandants servent à relayer les ordres vers les cytrons à leur portée, ce qui permet d’en donner à plus d’un cytrons à la fois. Les missiles peuvent toucher plusieurs cytrons en même temps mais coûtent extrêmement cher. Enfin, les anti-missiles ont pour unique fonction de détruire les missiles adverses. Tous les cytrons se déplacent à la même vitesse, sauf les missiles et les anti-missiles qui sont gérés de manière différente,.

## Développement et publication
Cytron Masters est développé par Dan Bunten qui le conçoit comme une tentative de transposer le « temps réel » des jeux d’arcades dans un jeu de stratégie. Il le programme sur un Apple II en langage machine et le développement dure quasiment huit mois. Pour tester le jeu, il est notamment aidé par Mark Botner qui l’assiste dans la recherche des bugs du programme et lui suggère des améliorations. Le jeu est publié par Strategic Simulations dans la gamme en juin 1982 sur Apple II. Avec Galactic Gladiators, The Cosmic Balance et S.E.U.I.S., il fait partie des premiers titres disponibles dans la gamme RapidFire, inaugurée par Strategic Simulations en 1982 avec pour objectif de toucher un public plus large qu'avec les wargames plus sérieux et plus lent jusque-là publiés par le studio,. Après sa sortie, le jeu est porté sur Atari 8-bit par Dan Bunten, qui utilise les fonctionnalités de la machine pour améliorer le jeu, avec notamment des graphismes en couleur. Cette nouvelle version est publiée par Strategic Simulations en novembre 1982.

## Accueil
Dans un article publié par Computer Gaming World, Mark Botner, qui a participé au développement du jeu, estime que le jeu appartient à un nouveau genre, qui combine l’action et les graphismes d’un jeu d’arcade avec l’authenticité d’une simulation, et bénéficie ainsi de leurs avantages respectifs. Il explique en effet qu’après l’avoir testé pendant plusieurs mois, le jeu continue de l’intéresser, ce qui d’après lui le distingue des jeux d’arcades dont l’intérêt se dissipe rapidement. Il ajoute que contrairement à de nombreux jeu de stratégie, il est possible d’apprécier le jeu sans avoir à étudier un long manuel d’instruction. Bien qu’il le considère comme un wargame, il note qu’il se distingue des autres jeux du genre en proposant un gameplay en temps réel, ce qui permet à deux joueurs d’y jouer en même temps plutôt que chacun à son tour. Il conclut en le qualifiant de jeu « excitant » qui offre de nombreuses variations et permet ainsi de s’adapter aux préférences des joueurs. Le jeu est également salué par le journaliste Rick Teverbaugh du magazine Electronic Games. Il estime en effet que son seul défaut  est qu’il nécessite trop d’anticipation et d’attention pour laisser le temps au joueur de profiter de ses graphismes. Il met également en avant ses nombreux détails qui, d’après lui, contribuent à le rendre aussi « amusant » que « complexe ». Il conclut en expliquant qu’après avoir créé Computer Quarterback et Cartels and Cutthroats, Dan Bunten a réussi à créer un jeu qui nécessite « de l’endurance, de la stratégie et des réflexes ». Il ajoute finalement que si celui-ci est représentatif de la qualité des autres jeux de la gamme RapidFire, Strategic Simulations restera sans doute un acteur important en matière de création de classique du jeu sur ordinateurs. Chris Smith du magazine The Space Gamer fait également l’éloge du jeu qu'il décrit comme la « combinaison parfaite » entre jeu d’arcade et jeu de plateau et dont il salue le tutoriel qui, d’après lui, permet d’apprendre à jouer sans même consulter le manuel. Il estime que son seul défaut est son mode solo au sujet duquel il regrette que l’ordinateur, contrairement à un humain, ne s’améliore pas au fur et à mesure des parties.
Au total, environ 4 700 copies du jeu sont vendues par Strategic Simulations.

## Postérité
Rétrospectivement, Cytron Masters fait partie, avec Utopia  et Herzog Zwei, des jeux les plus souvent cités lorsqu’il s’agit d’identifier les premières tentatives de réaliser un jeu de stratégie en temps réel. Les spécialistes notent en effet qu'il déroule en temps réel et qu'il contient certains des éléments qui caractérisent les jeux de stratégie en temps réel, mais pas leur totalité. A ce titre, il est généralement considéré comme un précurseur du genre,,,. Malgré ses innovations, le jeu ne semble ne semble en revanche pas avoir eu d’influence sur d’autre jeux de stratégie en temps réel.